# Maria Vierdag
Maria Vierdag   (Amersfoort, 22 de setembre de 1905 - Amsterdam, 17 de juliol de 2005) va ser una nedadora neerlandesa que va competir durant les dècades de 1920 i 1930.
Va disputar tres edicions dels Jocs Olímpics, el 1924, 1928 i 1932. D'aquestes participacions destaca la medalla de plata en la prova del 4x100 metres lliures dels Jocs de 1932 a Los Angeles, fent equip amb Willy den Ouden, Puck Oversloot i Corrie Laddé.
Durant la seva carrera va establir vuit rècords nacionals. En el seu palmarès també destaquen tres medalles al Campionat d'Europa de natació: una d'or i una de plata el 1927 i una d'or el 1931.